# Likovrissi
Likovrissi (in greco Λυκόβρυση?) è un ex comune della Grecia nella periferia dell'Attica (unità periferica di Atene Settentrionale) con 8 426 abitanti secondo i dati del censimento 2001.
È stato soppresso a seguito della riforma amministrativa, detta Programma Callicrate, in vigore dal gennaio 2011 ed è ora compreso nel comune di Lykovrysi-Pefki.